# Rømskog
Rømskog là một đô thị ở hạt Østfold, Na Uy.
Rømskog đã được tách ra từ Rødenes ngày 1 tháng 1 năm 1902.

## Tên gọi
Dạng tiếng Norse của tên gọi là Rymsskógr. Tiếp đàu ngữ là dạng sở hữu cách của tên hồ Rymr (nay là Rømsjøen), hậu tố có nghĩa skógr 'gỗ, rừng'.

## Huy hiệus
Huy hiệu được áp dụng thập kỷ trước (1983).
Slavasshøgda là một ngọn đồi ở Rømskog và là điểm cao nhất ở Østfold (336 m).